# Ortorexia
O termo ortorexia (também conhecido como ortorexia nervosa) é de origem grega – “orthós” significa correto e “orexsis”, fome – e foi criado pelo médico americano Steven Bratman, autor do livro Health Food Junkies (em tradução livre: "Viciados em Comida Saudável") Segundo ele, quem apresenta o problema possui uma fixação por alimentação e chega a gastar horas pensando no assunto. Apesar de a ortorexia ser reconhecida pelos profissionais de saúde como um distúrbio de comportamento alimentar, o termo ainda não é usado como diagnóstico no DSM-V nem na CID-11.

## Obsessão por normas
Para conseguir manter uma dieta que considera correta, o ortoréxico inicia uma busca obsessiva por regras alimentares. Qualquer item considerado “impuro” (como aqueles que contêm corantes, conservantes, pesticidas, gorduras trans, excesso de sal ou açúcar e outros componentes) é excluído da alimentação. Na maioria das vezes até a forma de preparo e os utensílios usados fazem parte das preocupações de quem tem ortorexia.

## Informações distorcidas
Os conceitos usados pelos ortoréxicos são, na maioria das vezes, baseados em informações verdadeiras (por exemplo: não é errado pensar que o uso exagerado de sal faz mal à saúde). O problema é que aplicam esses conhecimentos de forma exagerada, fazendo com que a dieta tome conta de sua vida. Quando estão fora de casa, por exemplo, muitos indivíduos preferem ficar em jejum a ingerir algum alimento considerado impuro.

## Prejuízos para o portador
Por se submeter a diversas restrições, chegando até a excluir determinados grupos alimentares da dieta, o portador de ortorexia corre sérios riscos de apresentar deficiência de algum nutriente essencial ao bom funcionamento do organismo. Disfunções como anemia e avitaminose são exemplos de problemas de saúde que podem ser desenvolvidos em decorrência da fixação por alimentos saudáveis.
Outro dano inevitável causado pela ortorexia é o isolamento social. Como é muito difícil encontrar quem compartilhe dos mesmos hábitos, o portador do distúrbio prefere faltar a compromissos que envolvam comida – como um almoço em família – a ter que justificar suas escolhas ou ser tachado de neurótico. Muitas vezes, também deixa de realizar algumas atividades para que possa se dedicar com mais afinco à descoberta de novas preparações e combinações alimentares.
Infelizmente, esse comportamento pode ser incentivado pela idealização do estilo de vida promovido pela sociedade atual e potencializado nas redes sociais.

## Tratamento
Como a ortorexia não é um transtorno alimentar reconhecido, não há um tratamento específico para o quadro. Geralmente, indica-se a combinação de terapia nutricional e psicoterapia para ajudar o paciente a desmistificar os conceitos estabelecidos sobre dieta saudável. Assim, espera-se alterar os padrões alimentares sem prejudicar a autoestima do paciente.